# La Saulsotte
La Saulsotte ist eine französische Gemeinde mit 681 Einwohnern (Stand: 1. Januar 2022) im Département Aube in der Region Grand Est. Der Ort gehört zum Arrondissement Nogent-sur-Seine und zum Kanton Nogent-sur-Seine. Zudem ist die Gemeinde Teil des 2006 gegründeten Gemeindeverbands Nogentais. Die Einwohner werden Saultiers/Saultières genannt.

## Geographie
La Saulsotte liegt rund 50 Kilometer nordwestlich von Troyes und rund 91 Kilometer südöstlich von Paris ganz im Nordwesten des Départements Aube an der Grenze zum Département Seine-et-Marne. Die Gemeinde besteht aus den Dörfern Courtioux, La Saulsotte und Resson, dem Weiler Liours (mit Chapelle Saint-Parres) sowie Einzelgehöften. Hier entspringt das Flüsschen Resson, ein rechter Zufluss der Seine.
Nachbargemeinden sind Beauchery-Saint-Martin und Louan-Villegruis-Fontaine (beide im Département Seine-et-Marne) im Nordwesten, Montpothier im Nordosten, Barbuise im Osten, Marnay-sur-Seine im Südosten, Nogent-sur-Seine und Saint-Nicolas-la-Chapelle im Südwesten sowie Chalautre-la-Grande (im Département Seine-et-Marne) im Westen.

## Geschichte
Wie der Menhir belegt ist die Gegend bereits seit der Jungsteinzeit besiedelt. Das Dorf Resson wird erstmals im 9. Jahrhundert namentlich erwähnt. Im Mittelalter war Resson eine Kommende des Templerordens. Bis zur Französischen Revolution lag La Saulsotte innerhalb der Provinz Champagne. Die Gemeinde gehörte von 1793 bis 1801 zum Distrikt Nogent-sur-Seine. Seit 1801 ist sie dem Arrondissement Nogent-sur-Seine zugewiesen. Von 1793 bis 1801 war der Ort dem Kanton Nogent-sur-Seine zugeteilt. Von 1801 bis 2015 lag die Gemeinde innerhalb des Kantons Villenauxe-la-Grande (bis 1957 nur Villenauxe). 

## Bevölkerungsentwicklung
| Jahr                       | 1962 | 1968 | 1975 | 1982 | 1990 | 1999 | 2006 | 2012 | 2019 |
| Einwohner                  | 355  | 306  | 311  | 334  | 348  | 491  | 579  | 691  | 689  |
| Quellen: Cassini und INSEE |      |      |      |      |      |      |      |      |      |

## Sehenswürdigkeiten
- Menhir Pierre Aiguë aus der Jungsteinzeit bei Resson, Monument historique[1]
- Kirche Saint-Ferréol (älteste Teile aus dem 13. Jahrhundert), Monument historique[2]
- Kapelle Sainte-Madeleine (aus dem 12./13. Jahrhundert) in Resson, Monument historique[3]
- Taubenturm im Weiler Courtioux aus dem 15. Jahrhundert, Monument historique[4]
- Kommende des Templerordens in Resson
- Kapelle Saint-Parres in Liours
- Lavoirs (Waschhäuser) in Courtioux, La Saulsotte und Resson
- Denkmal für die Gefallenen[5]

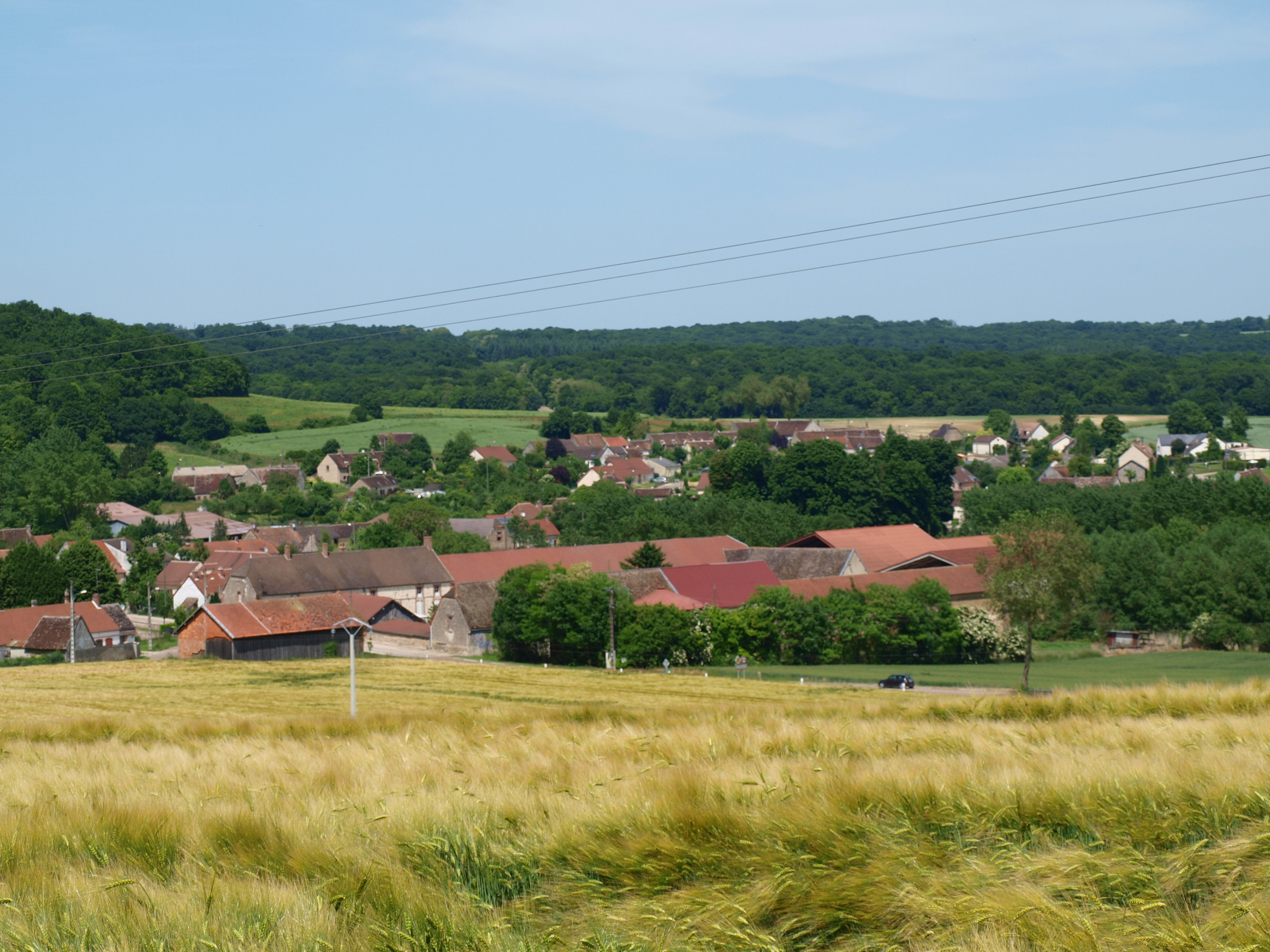
Blick auf La Saulsotte
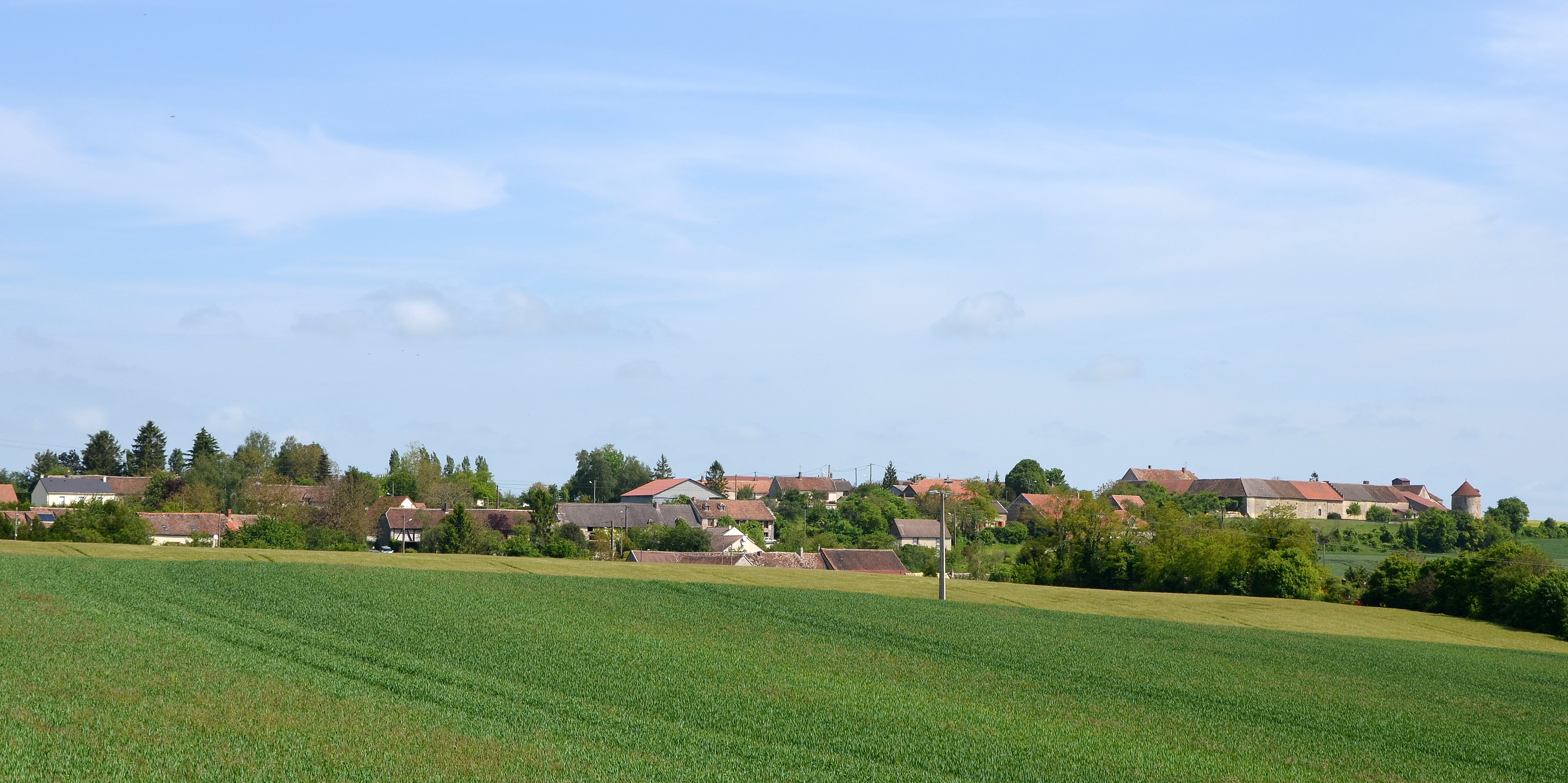
Dorfansicht von Courtioux
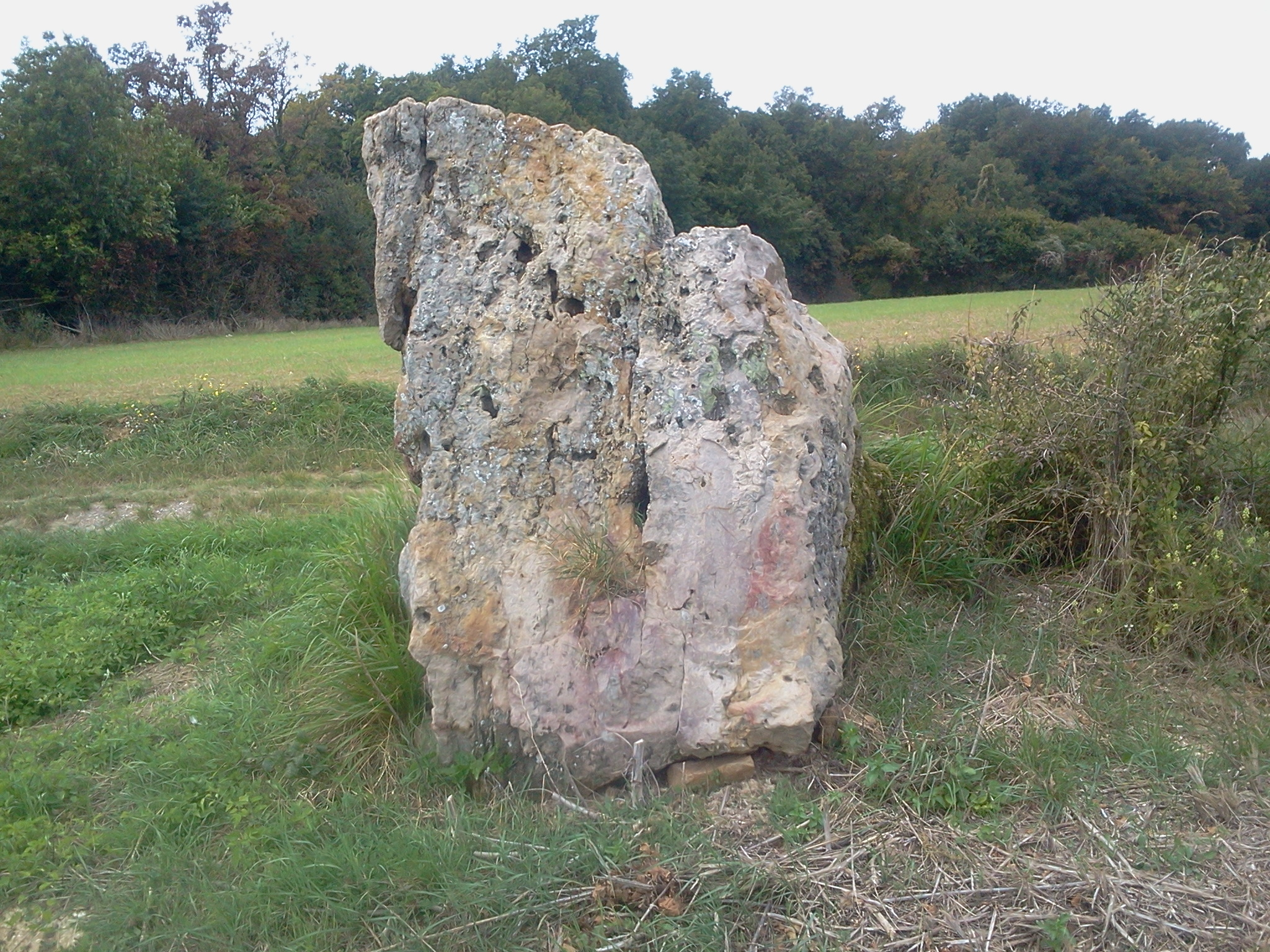
Menhir Pierre Aiguë
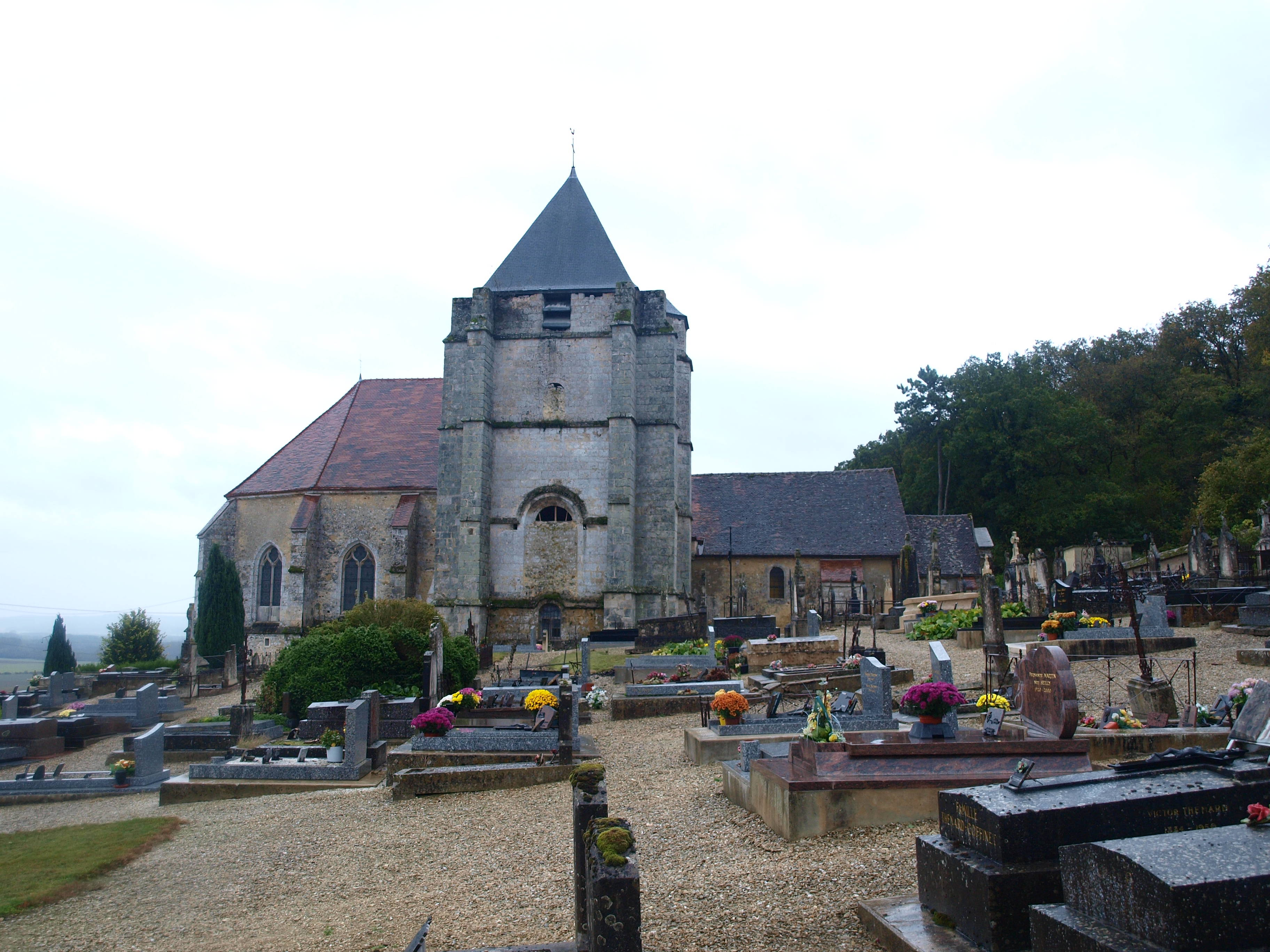
Kirche Saint-Ferréol und Friedhof
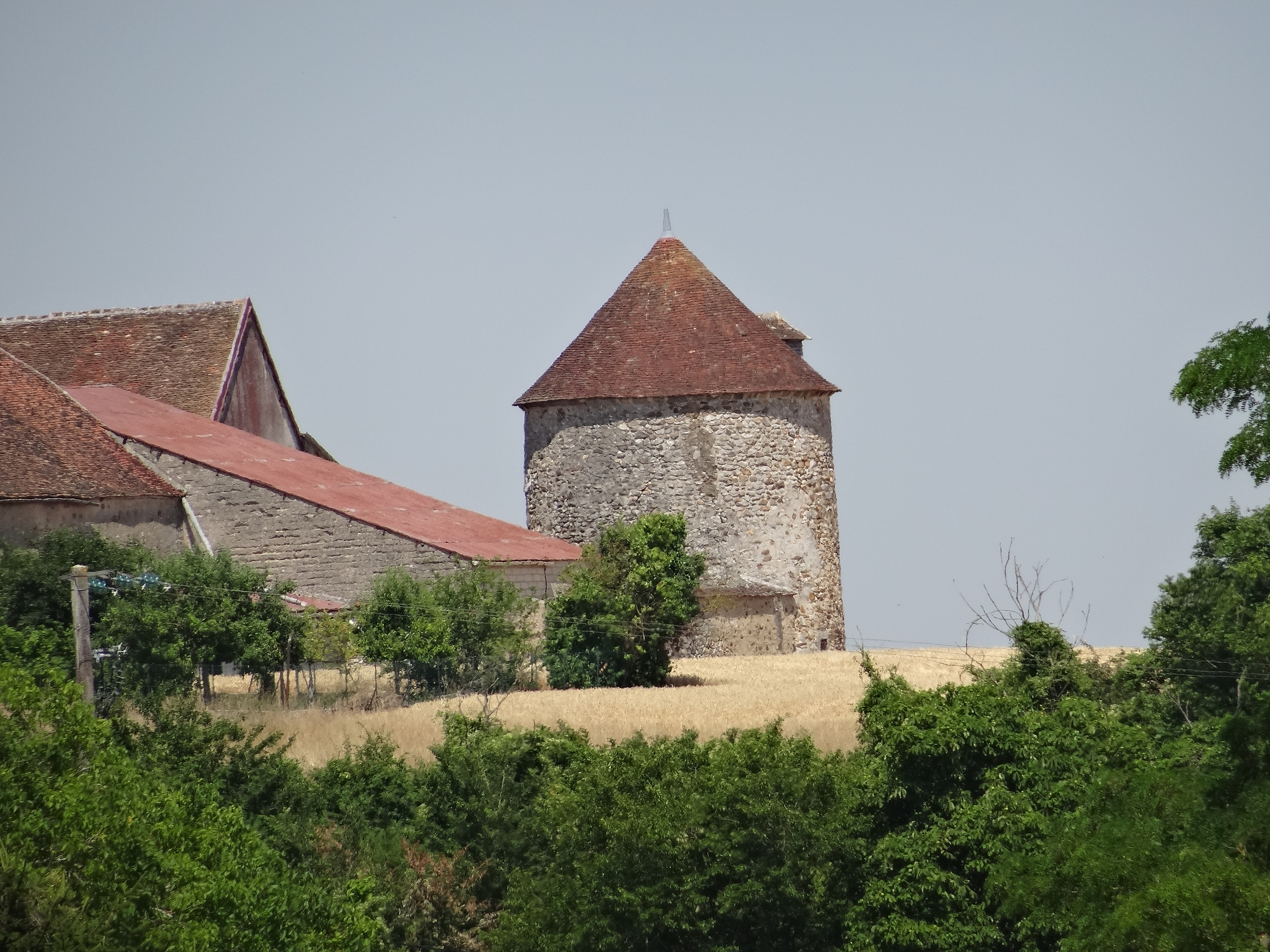
Taubenschlag von Courtioux
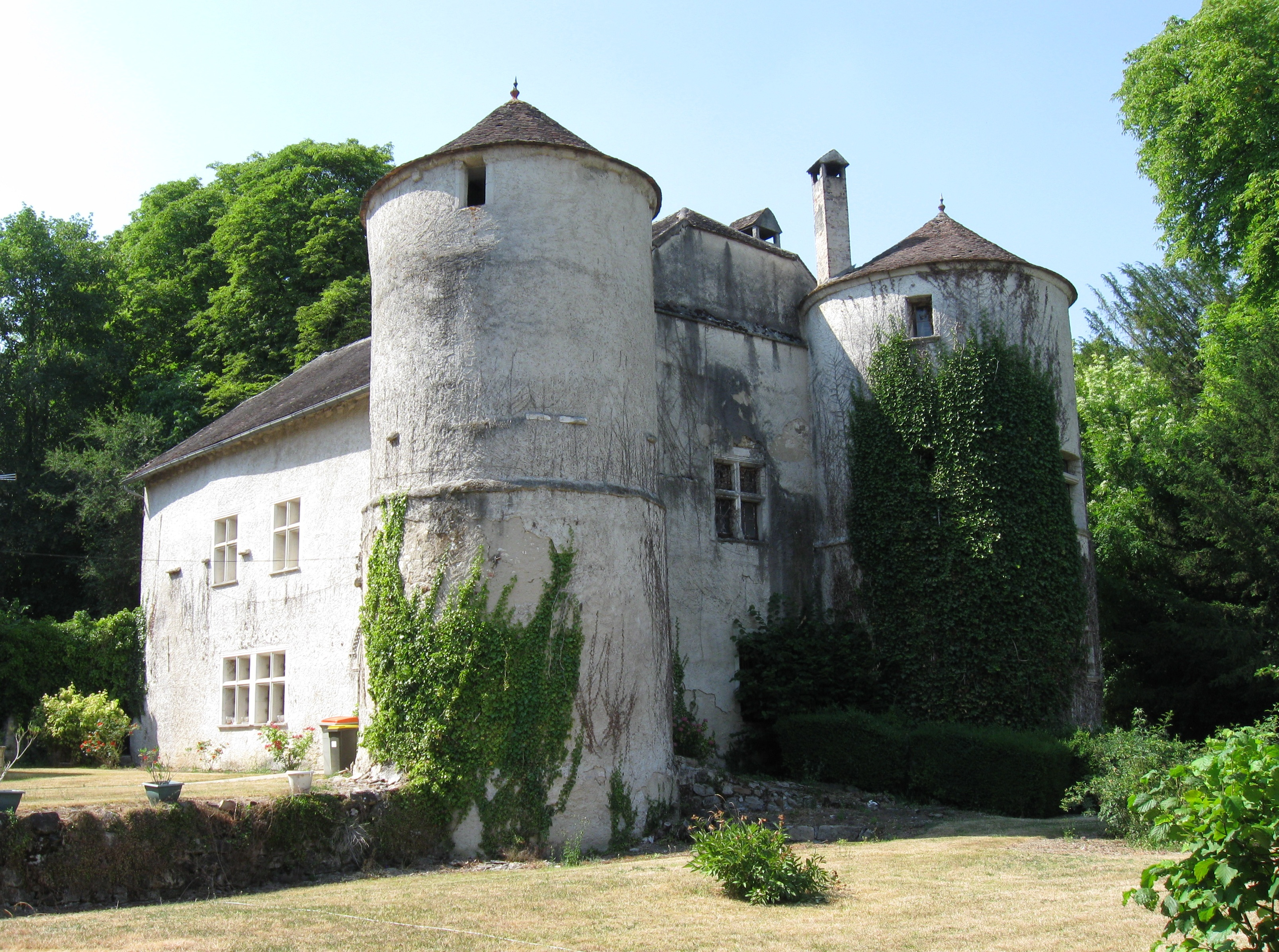
Kommende des Templerordens in Resson
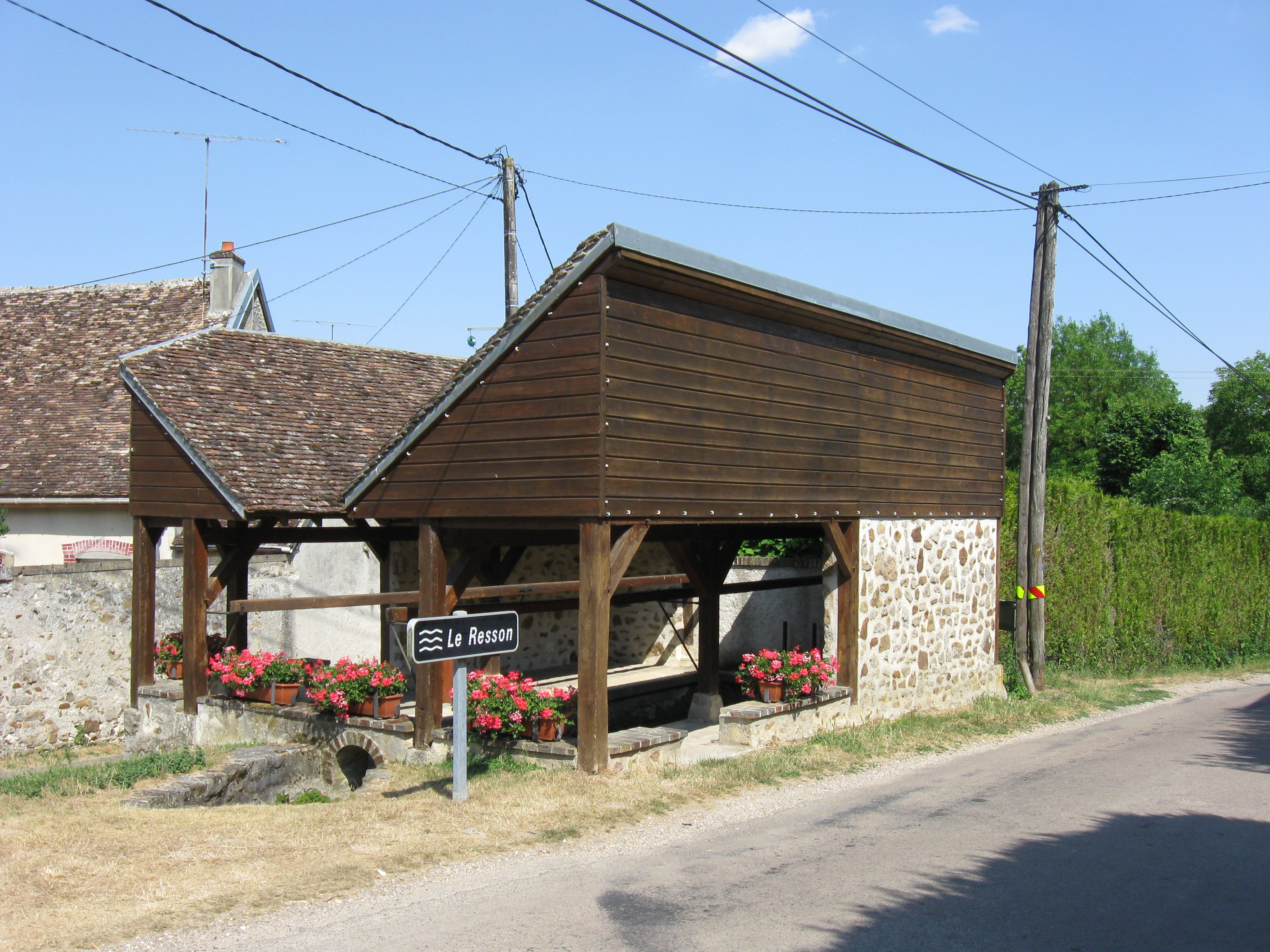
Lavoir von Resson
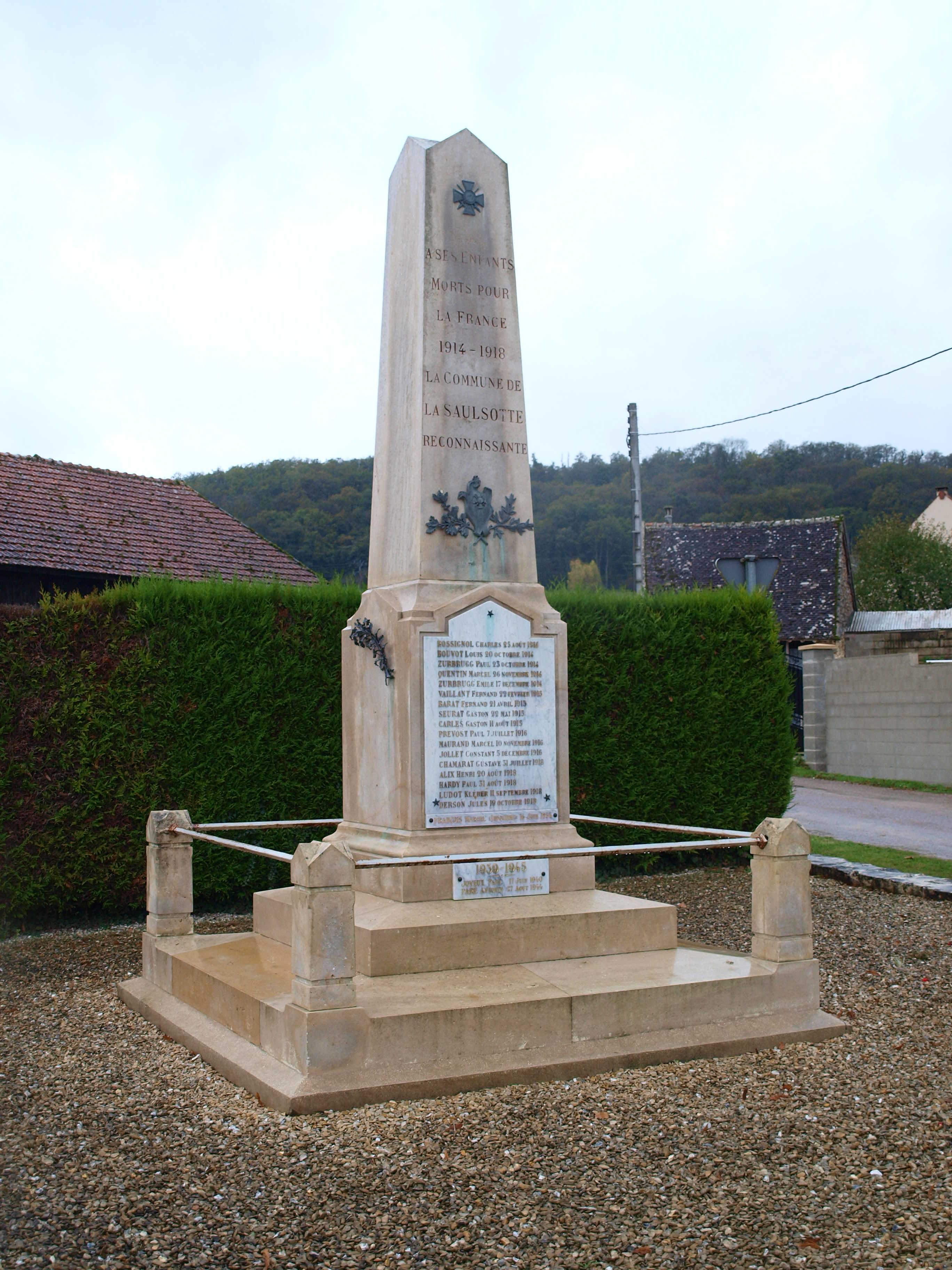
Denkmal für die Gefallenen